# Mesoclupea
Mesoclupea is een geslacht van uitgestorven ichthyodectiforme straalvinnige beenvissen dat leefde tijdens het Vroeg-Krijt in zoetwateromgevingen in wat nu China is. Het verschilt van zijn zustersoort Chuhsiungichthys voornamelijk door een meer naar achteren geplaatste rugvin.
De typesoort Mesoclupea showchangensis werd in 1933 benoemd door Ping Chi en Yen Tengchien. De geslachtsnaam betekent 'middelgrote Clupea'. De soortaanduiding verwijst naar de herkomst bij Shouchang, het dorp Tungtsun. Het holotype is verloren gegaan. In 1963 wees Chen een neotype aan.
Het holotype is tien centimeter lang maar wellicht een onvolgroeid dier. De wervelkolom telt drieënvijftig wervels. Er zijn achttien tot twintig paar ribben. De rugvin, met elf tot twaalf stralen, staat tegenover de anaalvin en heeft een korte basis met 40% van de lengte van de anaalvin. De anaalvin telt meer dan veertig vertakte vinstralen.

Een tweede soort is Mesoclupea globicephala, 'de bolkop', ook in 1933 benoemd door Ping en Yen. Het gaat vermoedelijk om een jonger synoniem van M. showchangensis.